# Gilia patagonica
Gilia patagonica là một loài thực vật có hoa trong họ Polemoniaceae. Loài này được Speg. mô tả khoa học đầu tiên năm 1902.